# Новосілки (зупинний пункт, Львівська залізниця)
Новосі́лки — пасажирський залізничний зупинний пункт Львівської дирекції Львівської залізниці.
Розташований біля села Новосілки-Гостинні, Самбірський район Львівської області на лінії Оброшин — Самбір між станціями Калинів (14 км) та Рудки (4 км).
Станом на червень 2023 року щодня шість пар електропотягів прямують за напрямком Львів — Сянки.

## Дивитись також
- Укрзалізниця
- Львівська дирекція залізничних перевезень
- Хлопчиці (зупинний пункт)